# 香取川

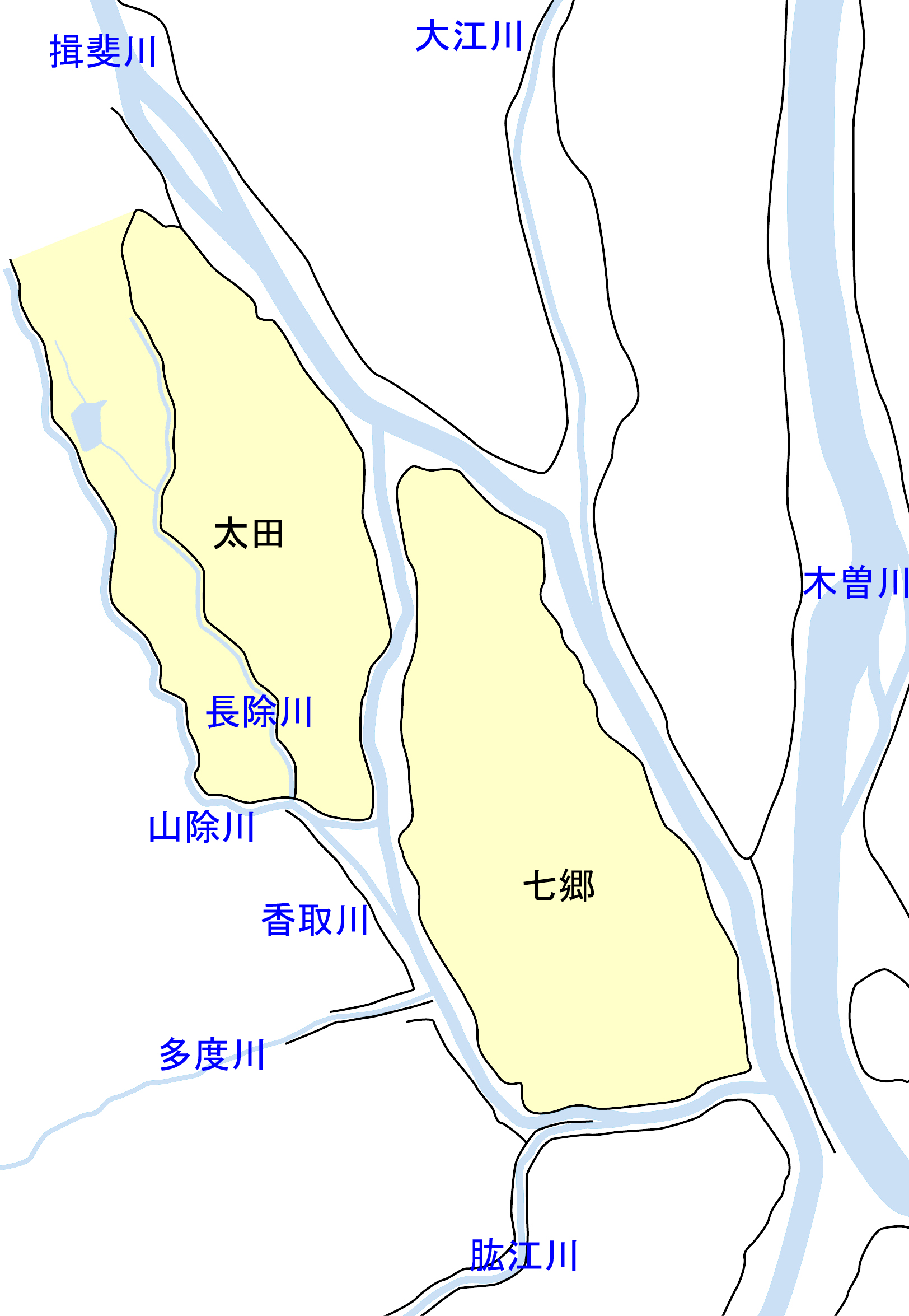
木曽三川分流工事で廃川となる前の香取川とその支流、周辺の輪中分布

香取川（かとりがわ）は、かつて存在した揖斐川の分派川。

## 概要
明治時代の木曽三川分流工事によって、1900年（明治33年）に廃川となった河川。
廃川直前の香取川は現在の岐阜県と三重県の県境付近で揖斐川から分岐し、現在の山除川の流路を遡るように南流し、現在の多度川に近い流路で揖斐川に再合流していた。その途中で、山除川・多度川および肱江川といった支流が合流していた。
香取川と揖斐川の間には七郷輪中、香取川の西側には太田輪中が形成されていた。

## 歴史
香取川の誕生時期は不祥だが、七郷輪中の開発は江戸時代初めごろから始まったことから、それ以前には存在したと思われる。
香取川は揖斐川上流や養老山脈の谷川からの土砂流入が多く、江戸時代中頃には香取川の天井川化が進み、揖斐川本体の疎通も悪化していた。揖斐川の疎通改善を目的に、1747年（延享4年）の二本松藩による手伝普請で香取川の浚渫が行われ、浚渫土砂のほとんどは七郷輪中内の築堤や土地のかさ上げに使用されたが根本の改善には至らなかった。続く1754年（宝暦4年）の薩摩藩による手伝普請（宝暦治水）では香取川の廃川が一時検討されたが、前提となる揖斐川堤防の引堤が困難であったことなどから実現しなかった。
明治時代に入り最新土木技術による治水工事が検討されると、明治政府によって招かれたオランダ人技師・ヨハニス・デ・レーケによる改修計画には香取川の廃川が含まれていた。デ・レーケの当初計画では香取川の全区間を廃川にして新たに排水路を設ける予定であったが、後に計画が変更されて廃川区間は部分的となり、最終的には旧香取川河道の上流側は山除川が旧河道を逆流して揖斐川に合流する河道、下流側は多度川が揖斐川に合流する河道として転用された。

## 主な支流
下流側から順に記載。
- 肱江川
- 多度川
- 山除川
  - 長除川